# George Graham
George Graham (Bargeddie, 30 november 1944) is een voormalig Schots profvoetballer en voetbaltrainer. Als speler en trainer was Graham betrokken bij beide Europese titels die door Arsenal werden gewonnen.

## Spelerscarrière
Graham is een Schot, maar hij speelde bijna uitsluitend voor Engelse clubs. Hij begon zijn carrière in 1961 op zeventienjarige leeftijd bij Aston Villa. Graham speelde drie seizoenen voor de club uit Birmingham. Met deze club verloor hij in 1963 de finale van de League Cup tegen stadsgenoot Birmingham City.
Graham verhuisde in 1964 naar Chelsea FC, waar hij 35 keer scoorde in 72 wedstrijden. Arsenal FC legde hem twee jaar later vast voor 75.000 pond. Hij bleef uiteindelijk zes jaar bij de Londense club, waarvoor hij 60 keer scoorde in 227 wedstrijden. In 1971 won hij met Arsenal de dubbel.
Na het winnen van de dubbel kwam hij in beeld bij de nationale ploeg van Schotland, waar hij op 13 oktober 1971 zijn debuut maakte tegen Portugal. Graham speelde uiteindelijk twaalf interlands, waarin hij drie keer scoorde. Zijn laatste interland was op 30 juni 1973 tegen Brazilië.
Arsenal verkocht hem in december 1972 voor 120.000 pond aan Manchester United, waarvoor hij slechts twee keer scoorde. In 1974 degradeerde United naar de Football League Second Division, waarop Graham in Engeland nog voor Portsmouth FC en Crystal Palace FC speelde. In 1978 zette hij bij het Amerikaanse California Surf een punt achter zijn spelerscarrière.

## Trainerscarrière
Graham werd op 6 december 1982 trainer van Millwall FC, dat zich op dat moment in de kelder van de Football League Third Division bevond. Hij wist de club te redden en leidde ze uiteindelijk zelfs naar de Football League Second Division.
In 1986 ruilde hij Millwall voor z'n ex-club Arsenal FC. De club had sinds 1979 al geen prijs meer gewonnen, maar won onder Graham meteen de League Cup. In 1989 werd de club voor het eerst sinds 1971 nog eens landskampioen. Graham won in het totaal twee landstitels, twee League Cups, een FA Cup en een Europacup II als trainer van Arsenal. Graham was negen jaar trainer bij Arsenal, maar werd op 21 februari 1995 ontslagen nadat bekend raakte dat hij 425.000 pond zou hebben ontvangen van de Noorse spelersmakelaar Rune Hauge voor zijn aandeel in de transfers van John Jensen en Pål Lydersen naar Arsenal. De Engelse voetbalbond gaf hem hierbovenop nog een schorsing van een jaar.
Na zijn schorsing werd Graham in september 1996 trainer van Leeds United AFC. In zijn eerste seizoen eindigde hij elfde met de club, in zijn tweede seizoen vijfde. In oktober 1998 plukte Tottenham Hotspur hem weg bij Leeds United als vervanger van Christian Gross. Graham won in 1999 de League Cup met Tottenham, maar werd vanwege z'n Arsenal-verleden nooit helemaal aanvaard door de supporters van Tottenham. Op 15 maart 2001 kwam er een einde aan de samenwerking tussen Graham en Tottenham.

## Erelijst
Als speler
 Chelsea
- Football League Cup: 1964/65

 Arsenal
- Football League First Division: 1970/71
- FA Cup: 1970/71
- Jaarbeursstedenbeker: 1969/70

Als trainer
 Millwall
- Football League Trophy: 1982/83
- Football League Third Division promotie: 1984/85

 Arsenal
- Football League First Division: 1988/89, 1990/91
- FA Cup: 1992/93
- Football League Cup: 1986/87, 1992/93
- FA Charity Shield: 1991 (gedeeld)
- Football League Centenary Trophy: 1988
- Europacup II: 1993/94

 Tottenham Hotspur
- Football League Cup: 1998/99

Individueel
- Premier League Manager of the Month: november 1997
- Scottish Football Hall of Fame: 2015